# پروتون ساگا
پروتون ساگا (Proton Saga) خودرویی‌ست که از سال ۱۹۸۵–تاکنون تولید شده‌است. طراحی آن خودروهای موتور جلو-محور جلو بوده‌است.

## تاریخچه
در سال ۱۹۸۴ میلادی و درست یک‌سال بعد از اینکه شرکت پروتون تأسیس شد، اولین خودروی این شرکت با همکاری میتسوبیشی ژاپن و با عنوان ساگا توسعه یافت و در سال ۱۹۸۵ میلادی راهی بازار شد؛ بنابراین ساگا را می‌توان اولین و قدیمی‌ترین خودروی تولیدی این شرکت به حساب آورد که در کلاس یک سدان کوچک و جمع و جور پایه‌ریزی شد. نسل اول پروتون ساگا بین سال‌های ۱۹۸۵ تا ۲۰۰۸ میلادی تولید شد. پلتفرم اصلی این خودرو به میتسوبیشی لنسر فیوره تعلق داشت و در طول نزدیک به سه دهه، تغییرات ظاهری متنوعی را به خود دید.
اما نسل دوم که بین سال‌های ۲۰۰۸ تا ۲۰۱۶ میلادی عرضه شد، با جهش ظاهری خوبی برای ساگا همراه بود. شرکت زاگرس خودرو قرار بود نسخه ۲۰۰۹ این خودرو را بعنوان رقیبی برای ریو، ۲۰۶ صندوق دار و ال ۹۰ و با قیمتی در حدود ۲۰ میلیون تومان به بازار عرضه کند که این امر محقق نشد. در ادامه چندین تغییر ظاهری هم برای ساگا اتفاق افتاد تا این خودرو که آمار صادرات بسیار خوبی هم برای پروتون ثبت کرده، فروش موفقیت‌آمیزی را داشته باشد.
پروتون نسل سوم ساگا را سپتامبر ۲۰۱۶ معرفی و روانه بازار کرد که با تغییرات خوبی از لحاظ ظاهری، فنی و ایمنی نسبت به نسل قبل همراه شده‌است.

## نگارخانه

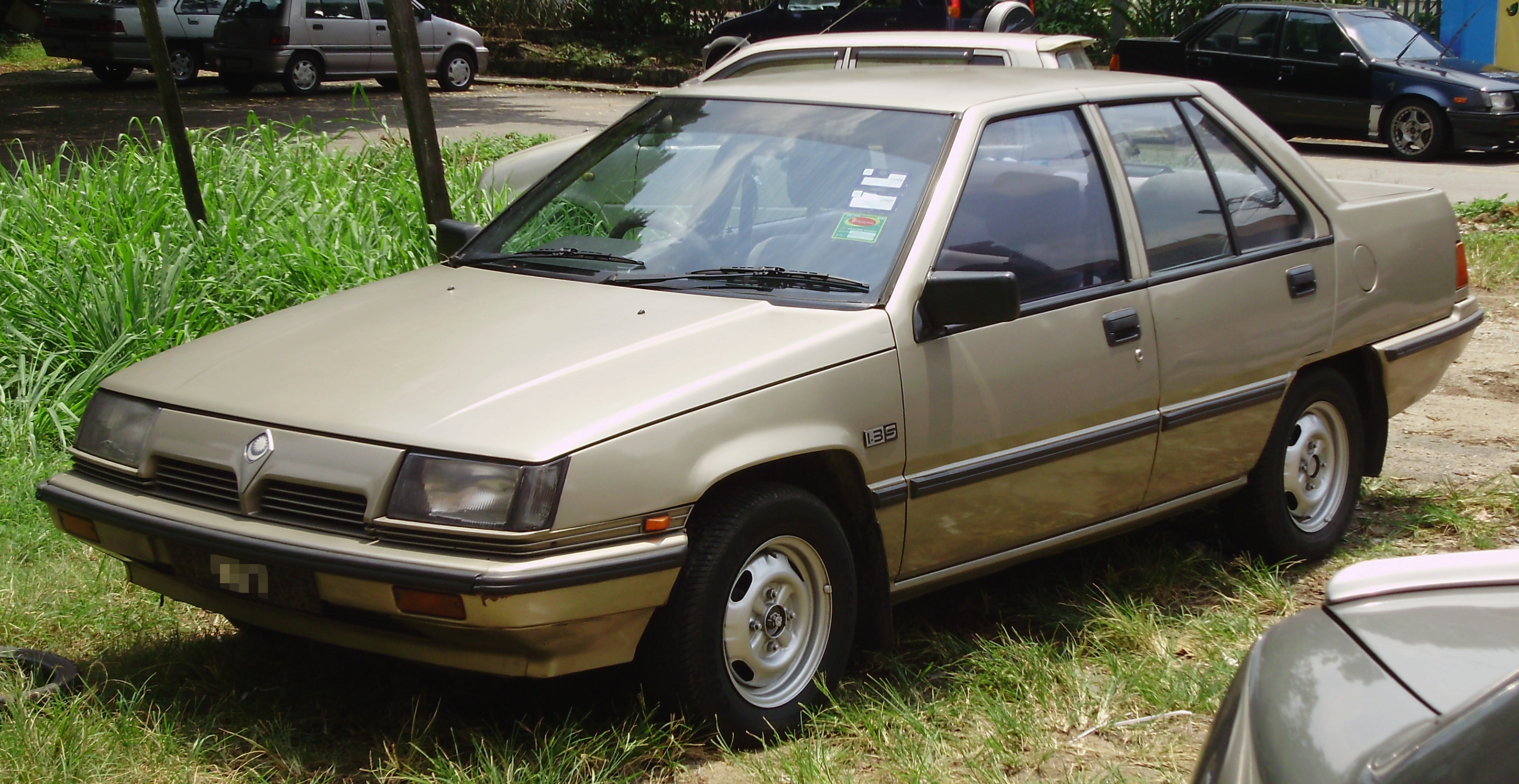
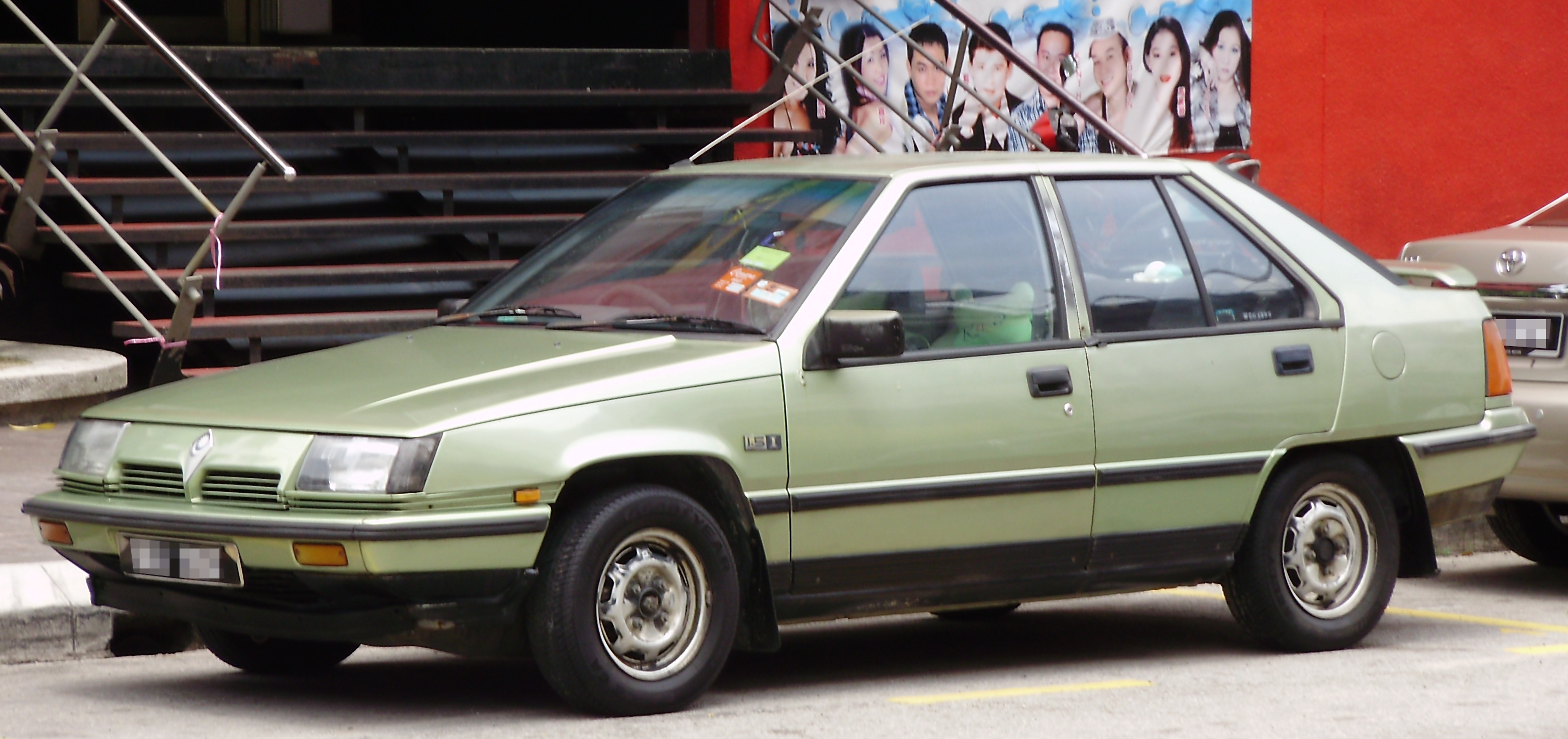